# Tekstopisac
Tekstopisac je osoba, koja surađuje sa skladateljem i na osnovi harmonije napiše stihove, koji se uklapaju u glazbenu strukturu. Tekstovi se moraju uklapati u ritam, a također i u pjevačku liniju kompozicije. Zbog toga se radi o perfekcionizmu i jako preciznom stručnom zanatu, koji u biti nema ništa zajedničko sa stvaranjem poezije. 

## Poznati tekstopisci
- Bob Dylan
- John Lennon
- Paul McCartney
- Mick Jagger
- Keith Richards
- Kurt Cobain
- Bruce Springsteen
- Costi Ioniţă
- Zdenko Runjić
- Arsen Dedić
- Đorđe Novković
- Nenad Ninčević
- Tonči Huljić
- Vjekoslava Huljić
- Alka Vuica
- Goran Bregović
- Đorđe Balašević
- Jakša Fiamengo
- Krste Juras
- Ana Bešenić
- Ivica Krajač
- Viki Glovacki
- Rajko Suhodolčan
- Jasenko Houra